# Abies × borisii-regis
Abies × borisii-regis Mattf., detto anche Abete bulgaro o Abete di Macedonia, è un abete ibrido naturale di Abies alba e Abies cephalonica caratteristico di alcune foreste montane di Albania, Grecia, Macedonia del Nord e Bulgaria.

## Etimologia
Il nome generico Abies, utilizzato già dai latini, potrebbe, secondo un'interpretazione etimologica, derivare dalla parola greca ἄβιος = longevo. Il nome specifico borisii-regis fu assegnato in onore di Boris III di Bulgaria.

## Descrizione

### Portamento
È una conifera sempreverde di taglia media, che arriva sino a 40 metri d'altezza, con unico tronco arrotondato di diametro fino a 1,6 metri; presenta una chioma conica che negli esemplari anziani si appiattisce sulla sommità; i rami del primo ordine si diramano orizzontalmente dal fusto. I virgulti sono esili e flessibili (maggiormente rigidi quelli che sostengono i coni), di colore giallo-grigio, striati da pubescenze gialle o marroni.

### Foglie
Le foglie sono aghi lunghi 1,5-3 cm, larghi 1,5-2,6 mm, lineari e con punte intere, arrangiati a spirale su due ordini. Il loro colore è verde scuro superiormente, con due bande verdi più chiare di stomi inferiormente. Le gemme sono lunghe 6 mm e larghe 4 mm, prive di resina.

### Fiori
Sono strobili maschili lunghi circa 20 mm, affollati sulle gemme, giallo-verdastri con microsporofilli porpora o rossi.

### Frutti
Sono coni eretti, cilindrici, lunghi 10-15 cm e larghi 3-5 cm, di color giallo-verde prima della maturità, poi marrone; hanno punta ottusa o conica. Le scaglie sono a forma di coppa, con superficie liscia e margine esterno intero, lunghe e larghe 25-30 mm. Le brattee sono lineari con lunga cuspide, lunghe fino a 4 cm, lievemente ricurve. I semi sono angolari, lunghi 7-9 mm, e con parte alata giallo-rossastra, lunga 10-15 mm.

### Corteccia
Da giovane è liscia e grigia, con il trascorrere degli anni diventa più scura e solcata.

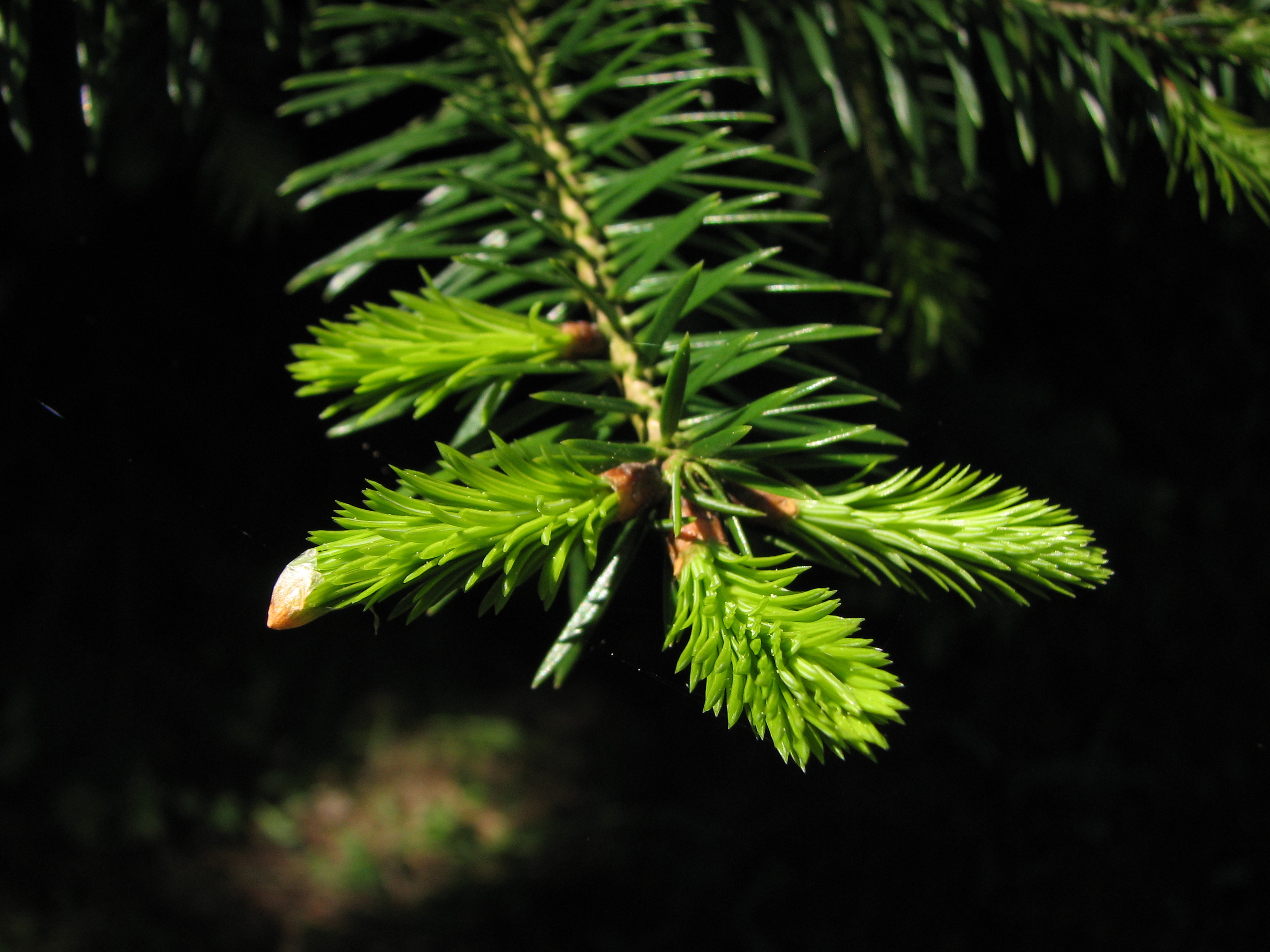
Virgulto
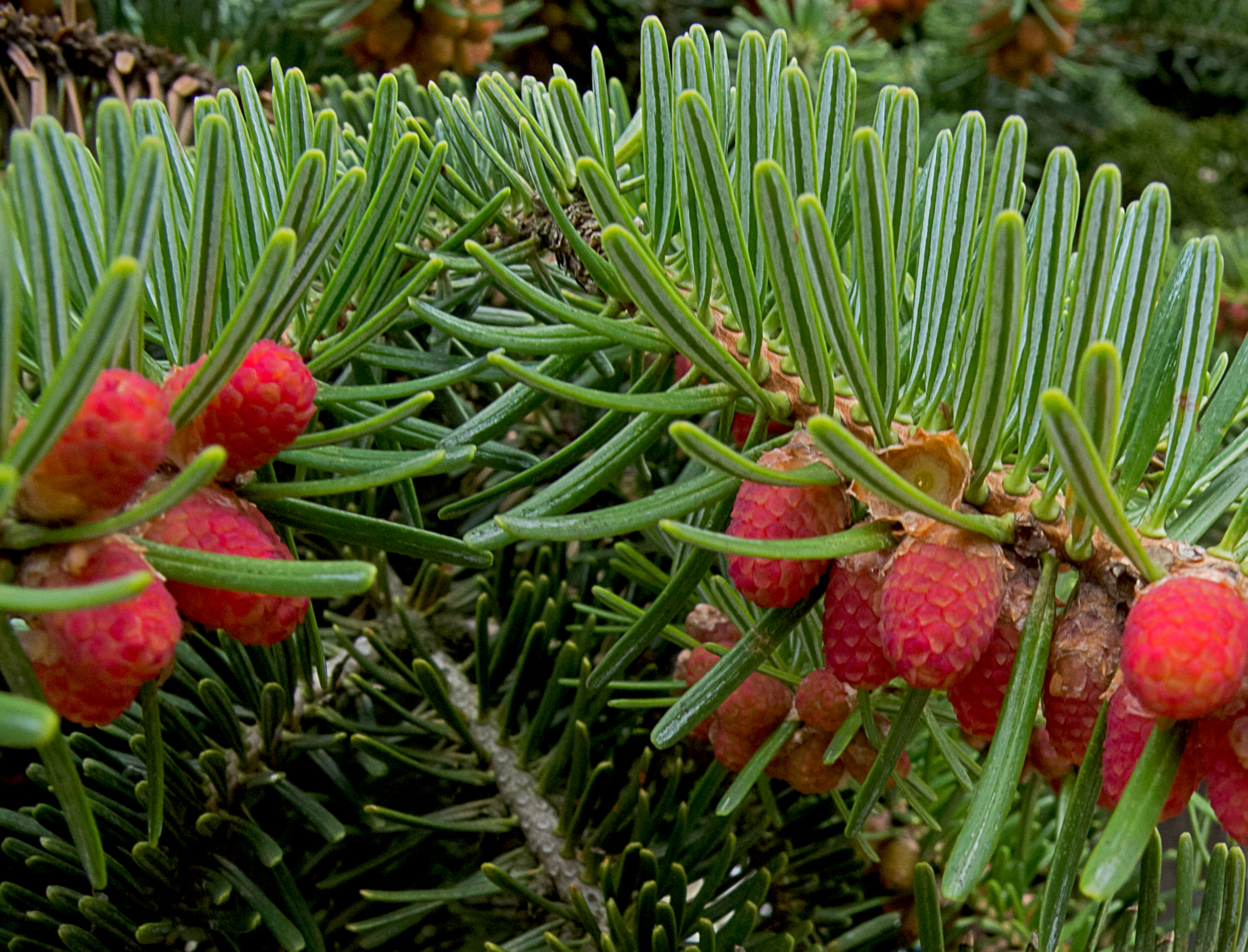
Strobili maschili
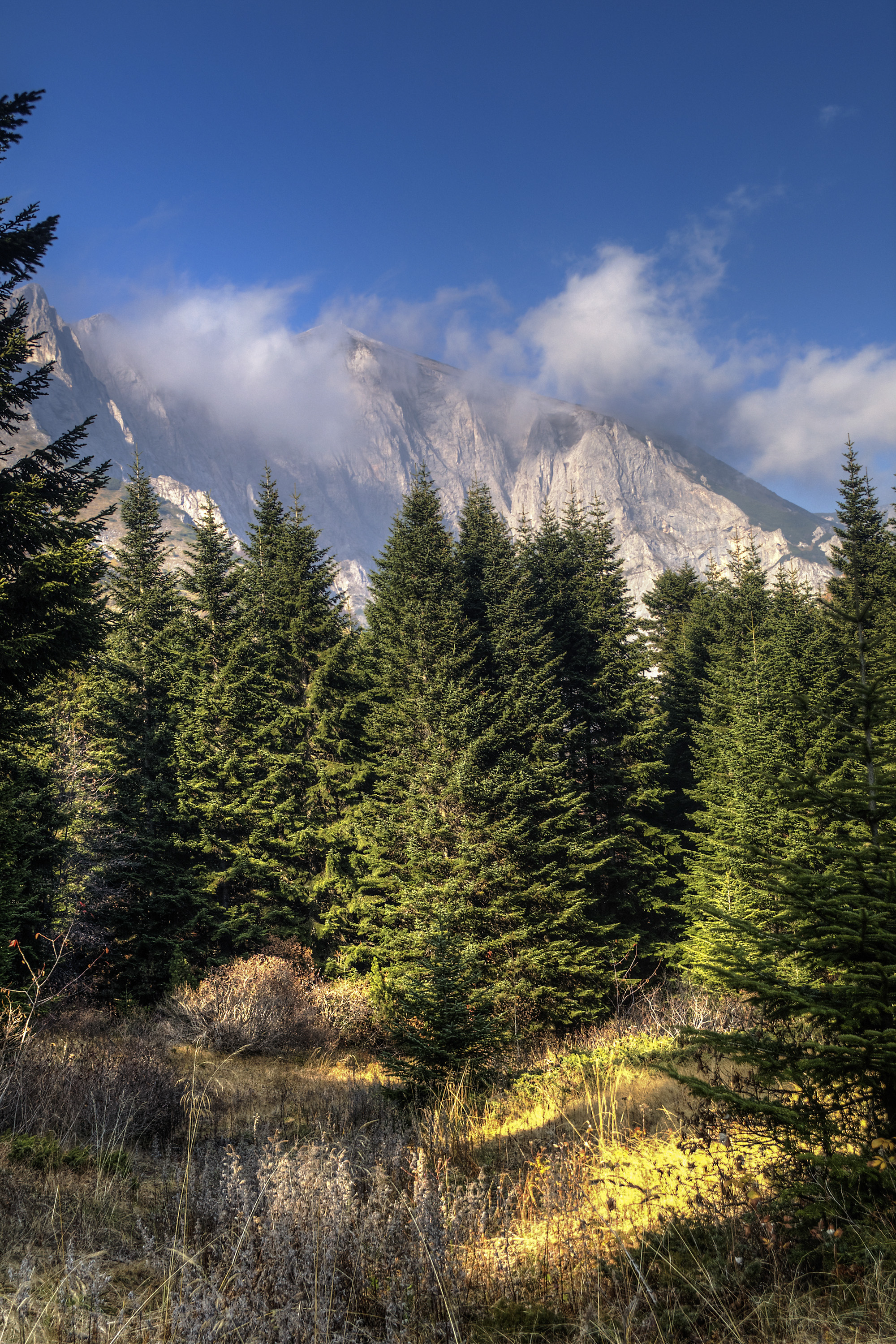
Foresta
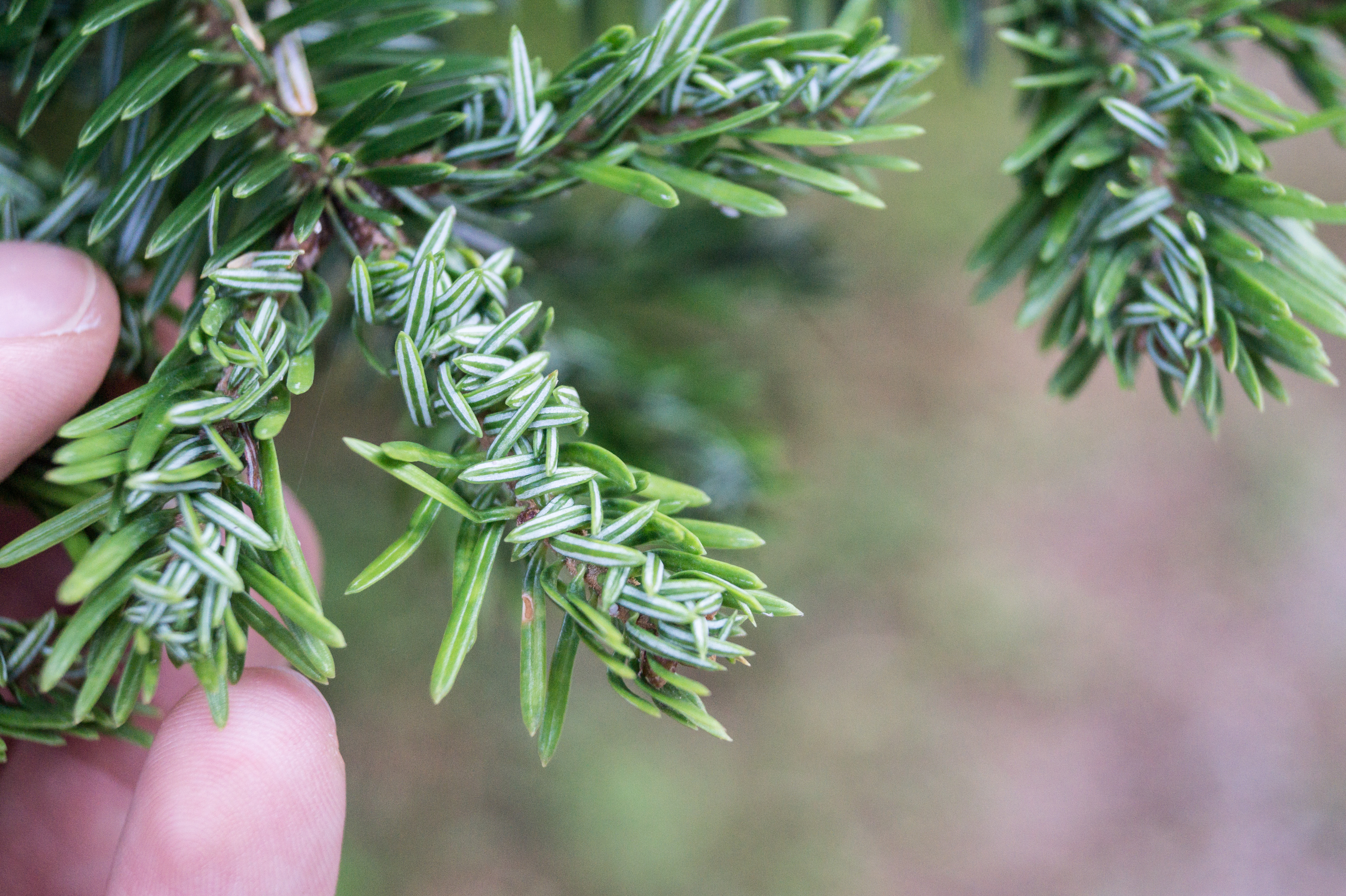
Aghi
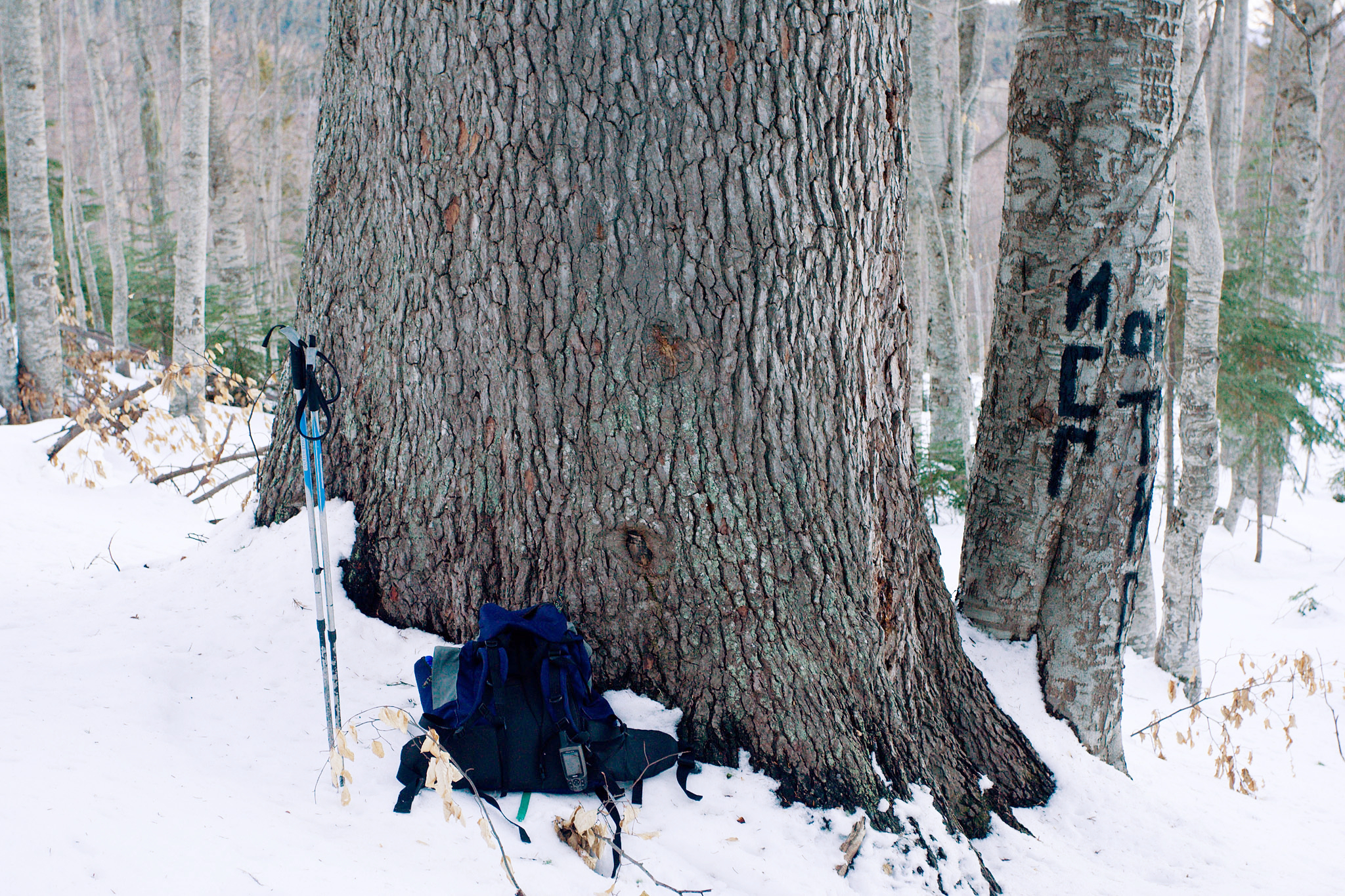
Vecchio tronco

## Distribuzione e habitat
Cresce nelle montagne balcaniche ad altitudini comprese tra 700 e 1500 m, resistendo a temperature minime di oltre -20 °C. Forma foreste pure o in associazione con Picea abies; alle quote inferiori può mischiarsi a specie caducifoglie.

## Tassonomia
Questo taxon fu scoperto e descritto per la prima volta sui monti Rodopi in Bulgaria e sul monte Olimpo, venendo discusso in parecchi trattati di tassonomia. Già nei primi anni 70 (Liu) venne formulata l'ipotesi che si trattasse di un ibrido naturale interspicifico tra Abies alba e Abies cephalonica; pur assomigliando prevalentemente a A. alba, sono riconoscibili caratteri minori di entrambe le specie.

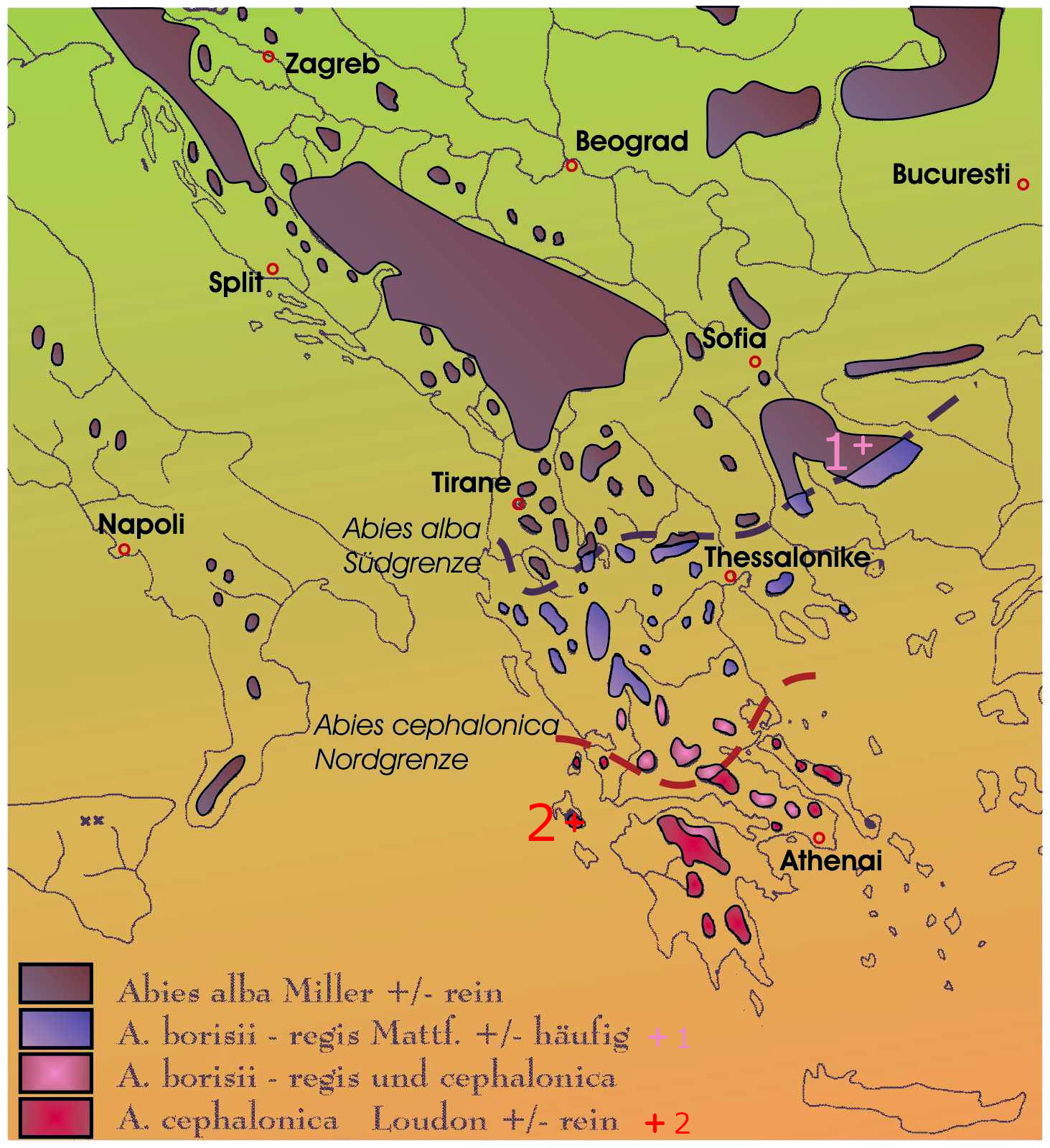

Successive e più recenti ricerche genetiche a riguardo della ibridizzazione (Mitsopoulos and Panetsos, 1987), sono giunte alla conclusione che questa specie ibrida sia il frutto di un processo di introgressione da parte di A. alba all'interno di antiche popolazioni preesistenti di A. cephalonica, avvenuto durante le glaciazioni pleistoceniche; questo processo sarebbe ancora in corso suggerendo l'ipotesi che questa specie ibrida possa diventare dominante, relegando A. cephalonica in aree relitte sempre più ristrette e localizzate. Per questi motivi, prevale la tendenza a considerare Abies × borisii-regis come specie univoca, seppur frutto di ibridazione, rispetto a quella che la collocherebbe su di un gradino inferiore classificandola come sottospecie.

### Sinonimi
Sono riportati i seguenti sinonimi:
- Abies cilicica subsp. borisii-regis (Mattf.) Silba
- Abies cilicica var. borisii-regis(Mattf.) Silba

## Usi
Il legno è simile a quello di A. alba e viene utilizzato in edilizia soprattutto per la realizzazione di parti interne, tipo compensati o impiallacciature. Durante il diciannovesimo secolo questa specie è stata frequentemente impiantata in arboreti, mostrando nelle isole britanniche un'acclimatazione migliore rispetto a A. alba.

## Conservazione
Non viene classificata nella Lista rossa IUCN (Not evaluated - NE).